# 30e escadre de chasse
La 30e escadre de chasse  est une unité de chasse de l'armée de l'air française créée à Tours le 1er mai 1953 et dissoute à Reims le 27 juin 1994.

La 30e escadre est à nouveau formée le 3 septembre 2015 sur la BA118 de Mont-de-Marsan.

## Historique

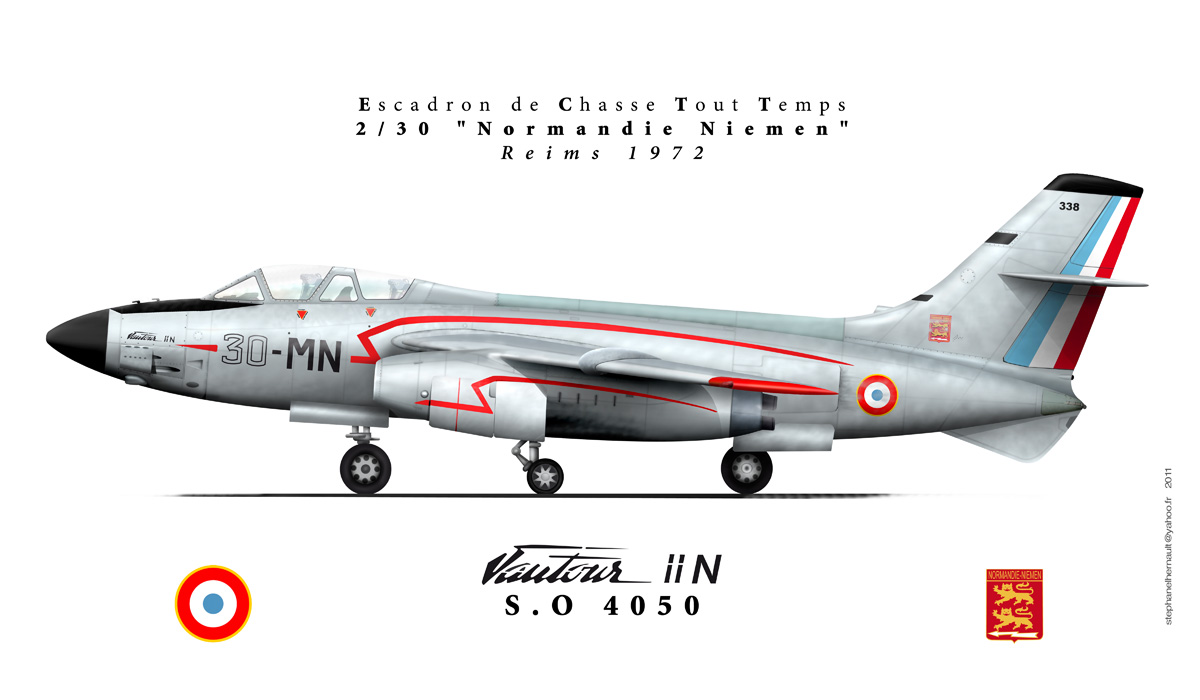
Vautour IIN du 2/30

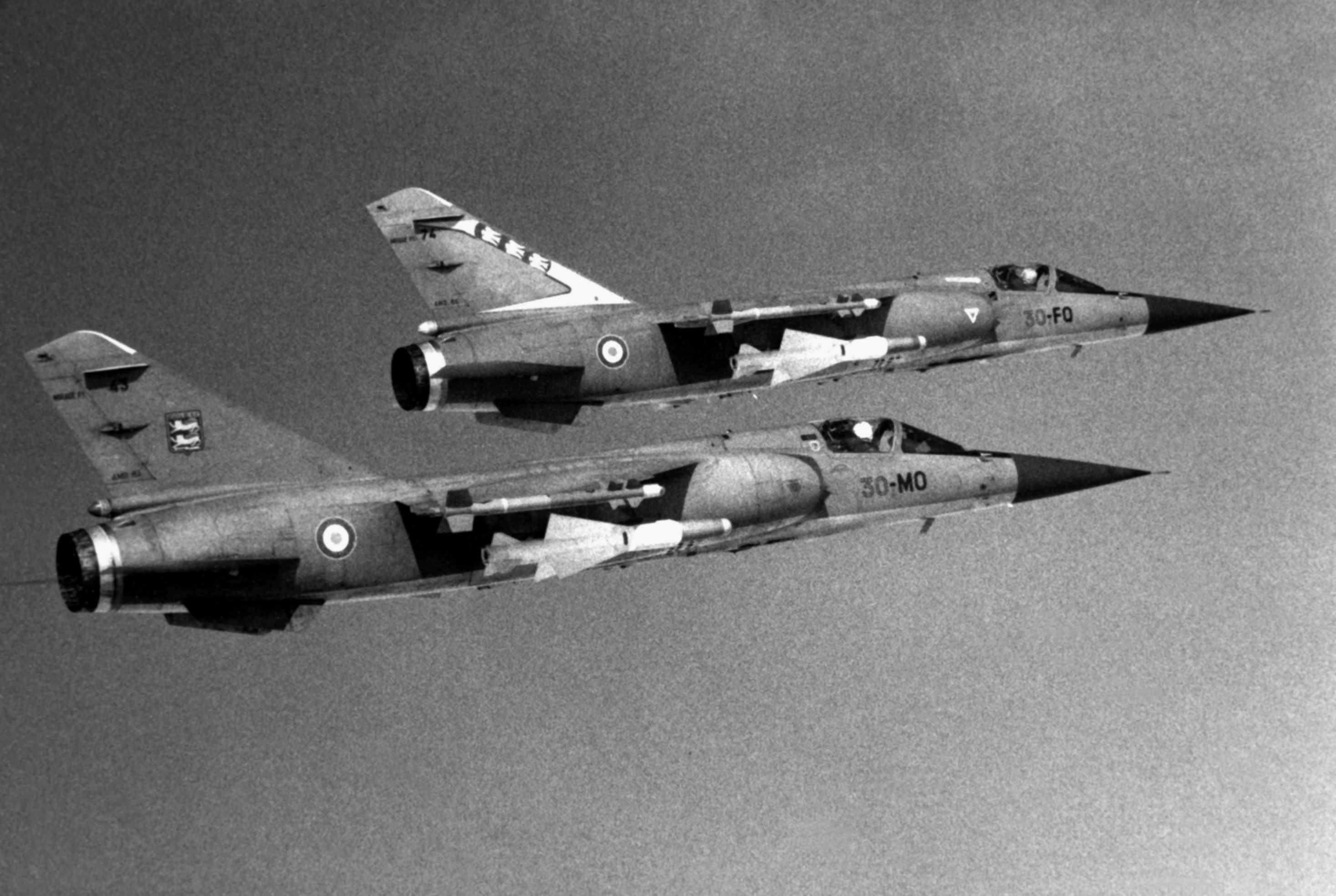
Un Mirage F1C du 2/30 et un autre du 3/30 en vol

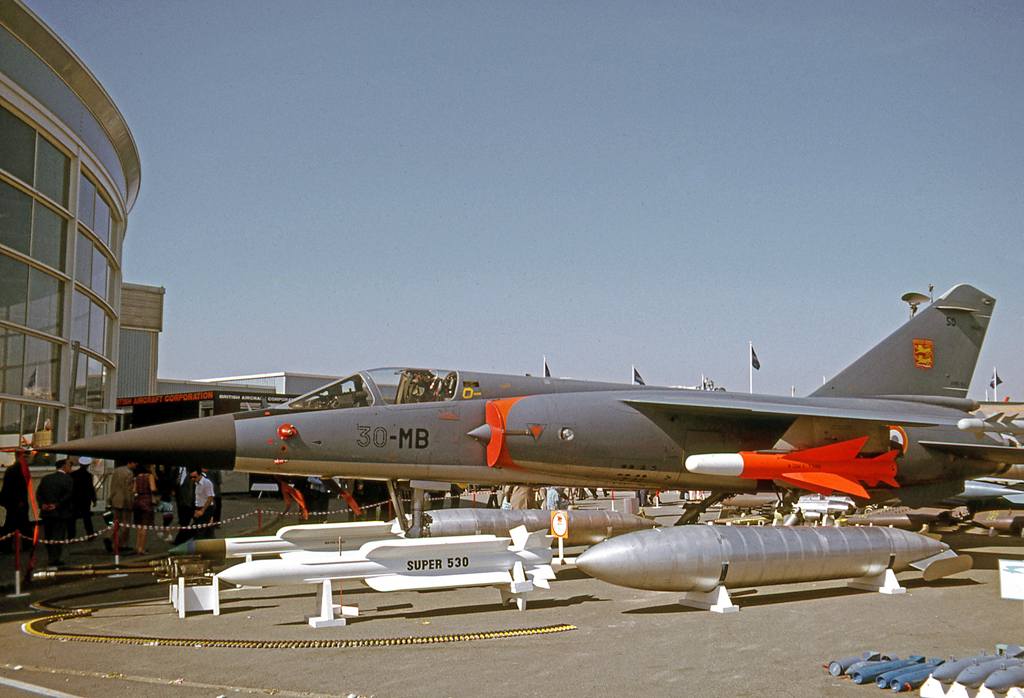
F1C du 2/30 Normandie-Niemen au Salon du Bourget en 1975

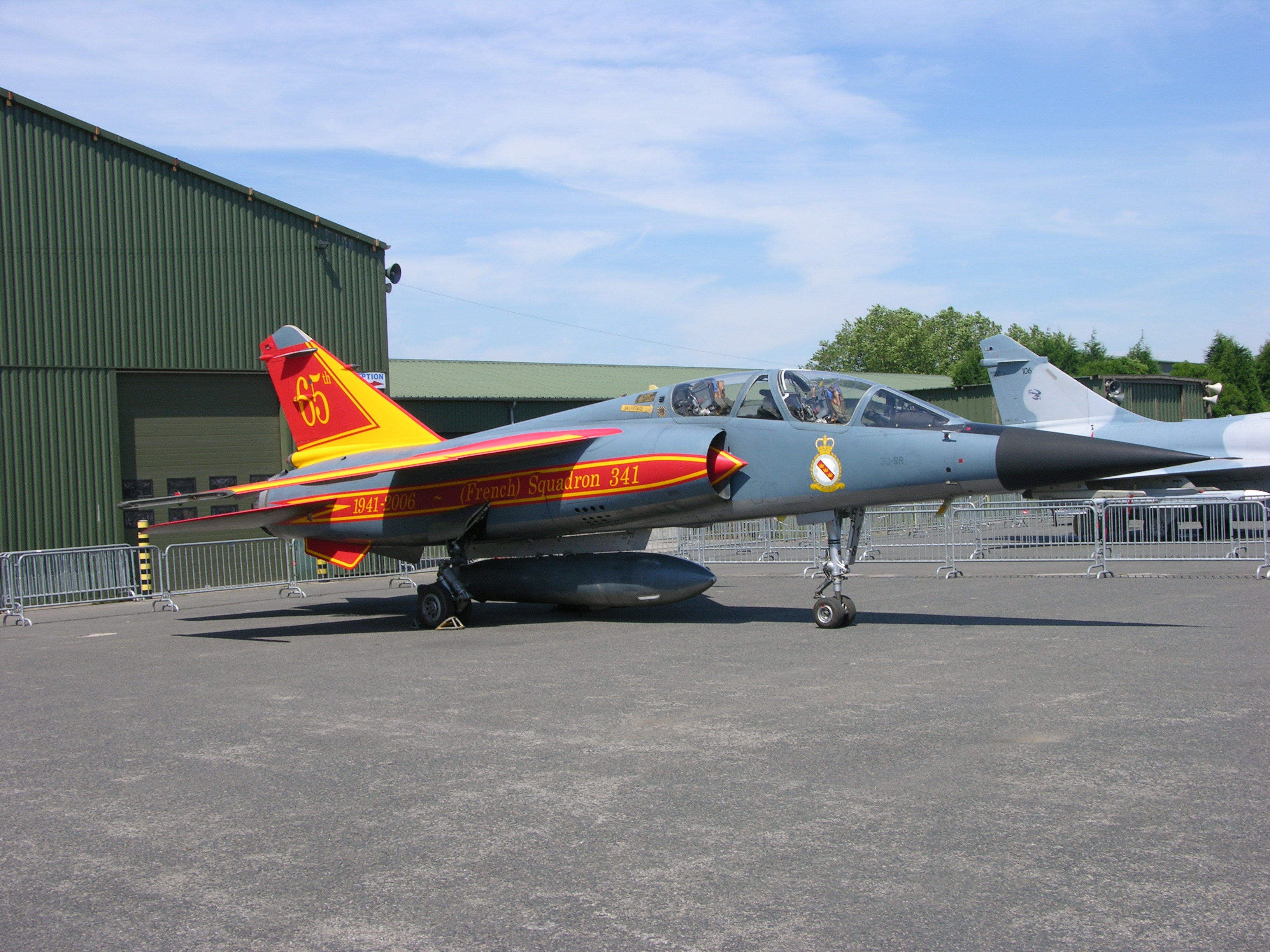
Mirage F1B du 1/30 Alsace porteur d'une décoration spéciale pour les 65 ans de l'escadron

### Tours
Reprenant les traditions du Groupe de Chasse de Nuit 1/31 Lorraine, la 30e Escadre Mixte d'Instruction et de Chasse de Nuit est créée le 1er mai 1953 sur la base de Tours. Volant sur Gloster Meteor NF.11, elle comporte trois escadrons : Escadron de Chasse de Nuit (ECN) 1/30 Loire, 2/30 Camargue et 3/30 Lorraine. Le Camargue possède quelques Meteor Mk.7 pour la transformation des nouveaux pilotes sur le biréacteur anglais. La mission de l'escadre est la couverture de nuit de l'espace aérien de l'hexagone.
À partir de 1957, l'escadre passe sur Vautour IIN et devient la 30e Escadre de Chasse Tout Temps le 1er mai 1957. En même temps l'escadron Camargue est dissous.

### A Reims sur Vautour
Avec le retour du Maroc de l'Ecole de Chasse qui quitte Meknès et s'installe sur la base de Tours, la 30e Escadre déménage sur la base de Reims, mais ses escadrons sont répartis sur trois bases. Entre le octobre 1961 et juillet 1962, le 1/30 Loire est rattaché à la 10e Escadre de Chasse à Creil. Le 3/30 Lorraine s'installe quant à lui à Reims. Enfin le 2/6 Normandie-Niemen quitte Oran la Sénia pour Orange où il devient le 2/30 Normandie-Niemen. 
En juillet 1965, le 1/30 Loire, installé à Reims depuis août 1962, est dissous.
Un an après le 2/30 quitte définitivement Orange et s'installe lui aussi à Reims.
Les deux escadrons de la 30e Escadre volent sur Vautour IIN jusqu’en 1973.

### Sur Mirage F1C
Le 20 décembre 1973, sept Mirage F1C arrivent à Reims pour équiper le 2/30 Normandie-Niemen. La 30e ECTT devient alors la 30e Escadre de Chasse (30e EC). Le 3/30 Lorraine reçoit ses 15 Mirage F1C entre avril et juin 1973.
À la suite de la dissolution de la 10e Escadre de Chasse et la fermeture de la base de Creil en juin 1985, l'Escadron de Chasse 1/10 Valois récemment transformé sur Mirage F1C s'installe à Reims et devient le 1/30 Valois. 
La 30e EC possède alors trois escadrons de chasse, chacun équipé de 15 Mirage F1C monoplaces.
Le 1er juillet 1988, le 3/10 Vexin sur la base de Djibouti, sur Mirage F1C, est rattaché à la 30e Escadre en prenant la dénomination de 4/30 Vexin.   
En juillet 1988, le 3/30 hérite de la mission de transformation des pilotes sur Mirage F1 (jusque-là dévolue au 3/5 Comtat Venaissin à Orange). L'escadron s'enrichit d'une troisième escadrille (la SPA 62) et des Mirage F1B biplaces.

### La fin
La 30e Escadre de Chasse est dissoute sur la base de Reims le 27 juin 1994. Le 1/30 Valois est dissous le même jour, alors que les trois autres escadrons gardent pour quelques années encore leur numérotation héritée de la "30".

### La renaissance
La 30e escadre de chasse est reformée sur la base de Mont-de-Marsan le 3 septembre 2015. L'escadre est équipée de chasseurs multirôle Dassault Rafale.

## Composition
Au 9 septembre 2015, la 30e escadre est composée des unités suivantes:
- Escadron de chasse et d'expérimentation 1/30 Côte d'Argent
- Régiment de chasse 2/30 Normandie-Niemen
- Escadron de chasse 3/30 Lorraine
- Escadron de soutien technique aéronautique ESTA.15/30 “Chalosse”
- Centre de formation Rafale 23/30
- Équipe technique interarmées Rafale 61.30

## Escadrons historiques

### Loire
- Escadron de chasse 1/30 Loire : du 1er mai 1953 au 1er octobre 1961 et du 1er juillet 1962 au 1er mars 1965

### Camargue
- Escadron de chasse 2/30 Camargue

### Lorraine
- Escadron de chasse 3/30 Lorraine
- Escadron de chasse tout temps 3/30 Lorraine

### Normandie-Niémen
- Régiment de chasse 2/30 Normandie-Niemen
- Escadron de chasse tout temps 2/30 Normandie-Niémen

### Valois
- Escadron de chasse 1/30 Valois

### Vexin
- Escadron de chasse 4/30 Vexin

## Bases
- BA705 Tours : du 1er mai 1953 à mars 1961
- BA112 Reims : de mars 1961 au 27 juin 1994
- BA188 Djibouti : du 1er août 1988 au 27 juin 1994
- Base aérienne 118 Mont-de-Marsan : à partir du 3 septembre 2015

## Appareils
- Gloster Meteor NF.11 (1953-1957)
- MD-315 (1954-1972)
- Vautour IIN (1957-1974)
- Mirage F1C (1973-1994)
- Mirage F1B (1988-1994)
- Dassault Rafale (à partir de septembre 2015)
- Mirage 2000D (à partir de septembre 2015)

## Chronologie
Impossible de compiler l'entrée EasyTimeline :

Timeline generation failed: 7 errors found

Line 33:   at:12/12/2025 color:now width:0.2

- LineData attribute 'at' invalid.

```
 Date '12/12/2025' not within range as specified by command Period.

```

Line 63:   from:03/09/2015   till:12/12/2025  shift:(0,-6)  text:30e EC

- Plotdata attribute 'till' invalid.

```
 Date '12/12/2025' not within range as specified by command Period.

```

Line 76:   from:03/09/2015  till:12/12/2025  shift:(0,-6)  text:

- Plotdata attribute 'till' invalid.

```
 Date '12/12/2025' not within range as specified by command Period.

```

Line 78:   from:03/09/2015  till:12/12/2025  shift:(0,-6)  text:

- Plotdata attribute 'till' invalid.

```
 Date '12/12/2025' not within range as specified by command Period.

```

Line 86:   from:03/09/2015  till:12/12/2025 shift:(0,-6)  text:

- Plotdata attribute 'till' invalid.

```
 Date '12/12/2025' not within range as specified by command Period.

```

Line 97:   from:03/09/2015   till:12/12/2025 shift:(0,-6)  text:

- Plotdata attribute 'till' invalid.

```
 Date '12/12/2025' not within range as specified by command Period.

```

Line 108:   from:03/09/2015   till:12/12/2025 shift:(0,-6)  text:

- Plotdata attribute 'till' invalid.

```
 Date '12/12/2025' not within range as specified by command Period.

```

## Sources
- Air Fan Numéro 151, juin 1991